# Tania Adam Mogne
Tania Safura Adam Mogne (Maputo, 14 de febrer de 1979) és una periodista, comissària i investigadora establerta a Barcelona.
Especialitzada en diàspores i músiques africanes, és fundadora de la plataforma cultural de pensament crític i difusió de les arts i les cultures negres, Radio Africa.

## Trajectòria
Ha presentat el programa d'entrevistes Terrícoles a Betevé i African Bubblegum Music a Ràdio Primavera Sound. La seva feina se centra en l'anàlisi i el pensament que es genera al voltant de les diàspores negres al món, amb un èmfasi especial en les músiques africanes i les dones. Ha comissariat exposicions com «Microhistòries de la diàspora. Experiències encarnades de la dispersió femenina» a La Virreina Centre de la Imatge (2018-2019) i «Making Africa. Un continent de disseny contemporani» (CCCB / ICUB, 2016).
Ha col·laborat en diferents mitjans de comunicació com El matí de Catalunya Ràdio, Directa, PlayGround, Africa is a Country, Ctxt i Crític, entre d'altres.
El febrer del 2022 fou nomenada nova membre del plenari del CoNCA.
Actualment (2023) lidera la investigació “Espanya Negra. Viatge cap a la negritud a l'espai-temps”, dirigeix el grup de Recerca “Estudios Negros Ibéricos” al MNCARS i el programa Ràdio Africa a Betevé Ràdio.